# Foulzy
Foulzy is een plaats in het Franse departement Ardennes in de regio Grand Est. De plaats maakt deel uit van het arrondissement Charleville-Mézières.

## Geschiedenis
Foulzy ging op 1 september 1973 in een fusion associée op in de buurgemeente Girondelle.